# Gynandrobrotica ventricosa
Gynandrobrotica ventricosa es una especie de insecto coleóptero de la familia Chrysomelidae.
Fue descrita científicamente en 1878 por Martin Jacoby.